# Acción Chilena Anticomunista
La Acción Chilena Anticomunista (ACHA) fue una organización política civil y paramilitar chilena anticomunista activa entre 1946 y 1949.

## Historia
La ACHA fue formada en 1946 por el ex-dirigente radical Arturo Olavarría Bravo, en oposición a la integración del Partido Comunista en el gobierno de Gabriel González Videla (1946-1952) y, en general a la importancia que estaba logrando dicha organización en el país. En su primera proclama pública, realizada en el periódico nacionalista Estanquero, señala:
"La institución nace para ser el escudo de cada chileno libre y para ser escudo de la nación. La experiencia de otros nos indica claramente que esta defensa no es innecesaria y utópica. Este mundo del siglo XX (...) ha visto en efecto cómo el comunismo destruye la libertad y la vida de sus nopartidarios (díganlo los ciudadanos de la Europa Occidental) y cómo destruye incluso el sentimiento de Patria hasta el extremo que hemos visto en países como Latvia, Estonia, y Lituania, resolviendo a través de sus partidos comunistas la desaparición de sus nacionalidades y su absorción por Rusia. Pero la lucha de la AChA no pretende ser meramente defensiva. Deseosos sus miembros de ir a las raíces del mal, afirmamos la necesidad de propiciar un plan positivo que haga infundados y hasta ridículos los propósitos comunistas".
Sus repercusiones en la vida pública fueron importantes en los primeros meses del gobierno de González Videla, en un momento donde se integró al gobierno a dirigentes comunistas. Sin embargo cuando el presidente aprueba la Ley de Defensa Permanente de la Democracia (conocida como Ley maldita) en septiembre de 1948, y rompe relaciones diplomáticas con la URSS, la organización pierde su razón de ser, quedando inactiva a partir de 1949.
Luego de 1949 fue común la reaparición de organizaciones con el nombre de ACHA, con frecuencia para amenazar o atentar contra políticos de izquierda (o favorables a reformas sociales y económicas) y sindicalistas.

### Vinculación partidista y otros liderazgos de la ACHA
El principal liderazgo de la ACHA fue ejercido por Arturo Olavarría, ex-dirigente del Partido Radical. De las filas del radicalismo también participó Julio Durán Neumann y otros actores del ala conservadora del partido. Desde la centro-izquierda también se destaca la participación de socialistas moderados y exsocialistas como Óscar Schnake, fundador del Partido Socialista, aunque fuera de sus filas desde 1942.
Otras personalidades de la vida pública, cuyo adhesión partidaria se ubicaba en la derecha política, fueron los liberales Jaime Bulnes Sanfuentes y Raúl Marín Balmaceda, y los conservadores Sergio Fernández Larraín y Jorge Prat Echaurren, entre otros. También se destaca la presencia de actores independientes como el médico Óscar Avendaño Montt, y provenientes del mundo militar, donde destaca el coronel ibañista Ramón Álvarez Goldsack.